# Giorgi Melikidze
Giorgi Melikidze (in georgiano გიორგი მელიქიძე?; Tbilisi, 24 maggio 1996) è un rugbista a 15 georgiano, che gioca come pilone destro nello Stade français.

## Biografia

### Carriera
Titolare della nazionale georgiana Under-20 durante il Junior World Trophy Under-20 del 2015, Melikidze viene ingaggiato dallo Stade français durante l'estate di quello stesso anno. Il pilone georgiano debutta per la squadra parigina nel Top 14 il 6 settembre 2015 contro il Tolone, ad appena 19 anni. Il successivo 6 febbraio 2016 debutta nella nazionale maggiore georgiana in un test match contro la Germania.